# La vida moderna (álbum)
La vida moderna es el segundo álbum de estudio del grupo español Pastora, producido por Carlos Cárcamo y el componente de la banda Caïm Riba.

## Sobre el disco
Aunque muchas canciones conservan la esencia propia del primer álbum, Pastora, se perciben ciertos cambios hacia el pop electrónico. Dolo Beltrán sigue componiendo letras cuya originalidad se hace patente, especialmente en canciones como Los bichos o Archivo de palabras tristes.
Los tres singles proyectados del álbum son Desolado, Invasión y Archivo de palabras tristes.
La única canción que se ha recuperado para remezclarla con sonidos propios del techno en el álbum Pastora RMX ED es Invasión

## Lista de canciones
1. Archivo de palabras tristes - 4:10
2. Invasión - 5:30
3. Desolado - 4:40
4. La vida moderna - 3:14
5. Día tonto - 3:57
6. No se puede más - 4:16
7. Perder el tiempo - 4:56
8. Y qué pasa si soy del montón - 4:25
9. Los bichos - 3:56
10. El azar no perdona - 5:22
11. El mundo interior - 6:42
12. Planetes marins - 3:43
13. Tu siesta - 3:06

## Sencillos y vídeos musicales
Sencillos:
1. "Archivo de palabras tristes".
2. "Invasión".
3. "Desolado".
4. "Día tonto".

Vídeos musicales:
1. "Archivo de palabras tristes".
2. "Invasión".
3. "Desolado".
4. "Día tonto".

- Datos: Q5968447